# 江ノ島村
江ノ島村（えのしまむら）は石川県能美郡にあった村。現在の能美市の西部、北陸本線能美根上駅の周辺にあたる。

## 歴史
- 1889年（明治22年）4月1日 - 町村制の施行により、福島村、濁池村、重住村、浜開発村、下ノ江村、高坂村及び印内村の区域をもって、江ノ島村が発足する。
- 1892年（明治25年） - 牧村の区域の内、根上の区域を編入する。
- 1907年（明治40年）8月5日 - 福江村、江ノ島村及び釜屋村が合併して、根上村が発足する。

## 交通

### 鉄道路線
後に北陸鉄道能美線の濁池駅が所在したが、当時は未開業。